# Maria Fedecka
Maria Fedecka (rozená Krzywiecka, 1904 Moskva – 21. prosince 1977) byla polská sociální pracovnice, odbojářka a členka antikomunistického sdružení Komitet Obrony Robotników. Za druhé světové války působila ve Vilniusu, kde pomáhala ukrývat Židy a především židovské děti. Po druhé světové válce jednak zachraňovala polské rodiny ohrožené pronásledováním ze strany komunistů a Sovětského svazu a zajišťovala jim vycestování do západního Polska, jednak v reakci na pogromy páchané na druhou světovou válku přeživších Židech spoluzakládala organizaci Liga do Walki z Rasizmem (1947), která však byla rychle zlikvidována nastupujícím komunistickým režimem. V roce 1987 obdržela posmrtně titul spravedlivá mezi národy.